# Colin Campbell Sanborn
Colin Campbell Sanborn (12 giugno 1897 – 1º agosto 1962) è stato uno zoologo statunitense.
I suoi studi hanno riguardato sia gli uccelli che i mammiferi. È stato assistente curatore della sezione ornitologica del Field Museum di Chicago e successivamente curatore della sezione dei mammiferi sempre nello stesso museo. Ha scritto diverse opere tra le quali Land Mammals of Uruguay (1929), Birds of the Chicago Region (1934) e Catalogue of Type Specimens of Mammals in Chicago Natural History Museum (1947).
A lui sono state dedicate le seguenti specie:
- Pteropus mahaganus - volpe volante di Sanborn
- Scotorepens sanborni
- Abrothrix sanborni
- Sciurus sanborni
- Micronycteris sanborni